# Alec Jeffreys
Sir Alec John Jeffreys, CH FRS MAE (født 9. januar 1950) er en engelsk genetiker, der er kendt for sin udvikling af teknikker til genetiske fingeraftryk og DNAprofiler der i dag bruges i hele verden i retsmedicin til at hjælpe efterforskning og afgøre forældreskab og immigrationsdiskussioner. Han er professor i genetik på University of Leicester, og han blev æresfreeman for City of Leicester den 26. november 1992. I 1994 blev han knighted for sine bidrag til genetik.